# Ian Moran
Pour les articles homonymes, voir Moran.
Ian Moran (né le 24 août 1972 à Cleveland dans l'Ohio aux États-Unis) est un joueur professionnel de hockey sur glace ayant évolué dans la Ligue nationale de hockey.

## Carrière en club
Après avoir été choisi au cours du repêchage d'entrée dans la Ligue nationale de hockey de 1990, il rejoint le championnat universitaire avec les Boston College Eagles en 1992. Il est choisi par les Penguins de Pittsburgh en tant que 107e choix au cours du sixième tour.
Après deux saisons dans la Ligue internationale de hockey, il fait ses débuts avec les Penguins de Mario Lemieux lors des séries éliminatoires de 1995. Jusqu'en 2003, il va faire partie de l'équipe des Penguins jouant un peu moins de 70 matchs chaque saison.
En 1997, lors des séries, les Penguins sont éliminés en cinq matchs lors du premier tour, par les Flyers. Lors du quatrième match dans la patinoire du Civic Arena, les fans font alors une ovation à Mario Lemieux, persuadés de le voir évoluer pour la dernière fois sous leurs yeux. Avec un peu plus d'une minute dans le temps de jeu, il reçoit une passe de Moran et part battre en échappée Garth Snow sous les hourras des supporteurs. Lors du cinquième match, il inscrit un but et une passe décisive pour sa, supposée, dernière apparition sur une patinoire de la LNH.
À la suite de son passage avec les Penguins, il est échangé en mars contre un choix de repêchage de 2003. Il y joue la saison 2003-2004 puis en raison du lock-out de la LNH pour 2004-2005, il rejoint l'Europe. À son retour en Amérique du Nord, il porte les couleurs des Bruins puis des Ducks d'Anaheim, des Pirates de Portland de la Ligue américaine de hockey et enfin de l'Eisbären Berlin du championnat allemand. Au total, il ne joue que peu et lors de l'été 2007, il signe avec les Devils du New Jersey et est affecté à leur équipe affiliée de la LAH : les Devils de Lowell.

## Statistiques
Pour les significations des abréviations, voir Statistiques du hockey sur glace.
| Saison     | Équipe                   | Ligue      |     | Saison régulière | Saison régulière | Saison régulière | Saison régulière | Saison régulière |   | Séries éliminatoires | Séries éliminatoires | Séries éliminatoires | Séries éliminatoires | Séries éliminatoires |
| Saison     | Équipe                   | Ligue      | PJ  | B                | A                | Pts              | Pun              | PJ               | B | A                    | Pts                  | Pun                  |                      |                      |
| 1992-93    | Eagles de Boston College | HE         | 31  | 8                | 12               | 20               | 32               | -                | - | -                    | -                    | -                    |                      |                      |
| 1993-1994  | Lumberjacks de Cleveland | LIH        | 33  | 5                | 13               | 18               | 39               | -                | - | -                    | -                    | -                    |                      |                      |
| 1994-1995  | Lumberjacks de Cleveland | LIH        | 64  | 7                | 31               | 38               | 94               | 4                | 0 | 1                    | 1                    | 2                    |                      |                      |
| 1994-1995  | Penguins de Pittsburgh   | LNH        | -   | -                | -                | -                | -                | 8                | 0 | 0                    | 0                    | 0                    |                      |                      |
| 1995-1996  | Penguins de Pittsburgh   | LNH        | 51  | 1                | 1                | 2                | 47               | -                | - | -                    | -                    | -                    |                      |                      |
| 1996-1997  | Lumberjacks de Cleveland | LIH        | 36  | 6                | 23               | 29               | 26               | -                | - | -                    | -                    | -                    |                      |                      |
| 1996-1997  | Penguins de Pittsburgh   | LNH        | 36  | 4                | 5                | 9                | 22               | 5                | 1 | 2                    | 3                    | 4                    |                      |                      |
| 1997-1998  | Penguins de Pittsburgh   | LNH        | 37  | 1                | 6                | 7                | 19               | 6                | 0 | 0                    | 0                    | 2                    |                      |                      |
| 1998-1999  | Penguins de Pittsburgh   | LNH        | 62  | 4                | 5                | 9                | 37               | 13               | 0 | 2                    | 2                    | 8                    |                      |                      |
| 1999-2000  | Penguins de Pittsburgh   | LNH        | 73  | 4                | 8                | 12               | 28               | 11               | 0 | 1                    | 1                    | 2                    |                      |                      |
| 2000-2001  | Penguins de Pittsburgh   | LNH        | 40  | 3                | 4                | 7                | 28               | 18               | 0 | 1                    | 1                    | 4                    |                      |                      |
| 2001-2002  | Penguins de Pittsburgh   | LNH        | 64  | 2                | 8                | 10               | 54               | -                | - | -                    | -                    | -                    |                      |                      |
| 2002-2003  | Penguins de Pittsburgh   | LNH        | 70  | 0                | 7                | 7                | 46               | -                | - | -                    | -                    | -                    |                      |                      |
| 2002-2003  | Bruins de Boston         | LNH        | 8   | 0                | 1                | 1                | 2                | 5                | 0 | 1                    | 1                    | 4                    |                      |                      |
| 2003-2004  | Bruins de Boston         | LNH        | 35  | 1                | 4                | 5                | 28               | -                | - | -                    | -                    | -                    |                      |                      |
| 2004-2005  | Nottingham Panthers      | EIHL       | 19  | 2                | 7                | 9                | 10               | -                | - | -                    | -                    | -                    |                      |                      |
| 2004-2005  | Bofors IK                | Allsvenkan | 7   | 0                | 4                | 4                | 22               | -                | - | -                    | -                    | -                    |                      |                      |
| 2005-2006  | Bruins de Boston         | LNH        | 12  | 1                | 1                | 2                | 10               | -                | - | -                    | -                    | -                    |                      |                      |
| 2006-2007  | Ducks d'Anaheim          | LNH        | 1   | 0                | 0                | 0                | 0                | -                | - | -                    | -                    | -                    |                      |                      |
| 2006-2007  | Pirates de Portland      | LAH        | 18  | 1                | 4                | 5                | 10               | -                | - | -                    | -                    | -                    |                      |                      |
| 2006-2007  | Eisbären Berlin          | DEL        | 9   | 1                | 4                | 5                | 8                | 3                | 0 | 0                    | 0                    | 2                    |                      |                      |
| 2007-2008  | Devils de Lowell         | LAH        | 12  | 1                | 1                | 2                | 15               | -                | - | -                    | -                    | -                    |                      |                      |
| Totaux LNH | Totaux LNH               | Totaux LNH | 489 | 21               | 50               | 71               | 321              | 66               | 1 | 7                    | 8                    | 24                   |                      |                      |